# Lepidiolamprologus elongatus
Lepidiolamprologus elongatus är en fiskart som först beskrevs av Boulenger, 1898.  Lepidiolamprologus elongatus ingår i släktet Lepidiolamprologus och familjen Cichlidae. IUCN kategoriserar arten globalt som livskraftig. Inga underarter finns listade i Catalogue of Life.